# Les Chouchous de maman
Pour plus de détails, voir Fiche technique et Distribution.
Les Chouchous de maman (Mother's Day) est un film américain réalisé par Charles Kaufman, sorti en 1980, et produit par la maison de production Troma. Fidèle au style et à la renommée de celle-ci, c'est un film d'horreur trash traité sur le ton de la comédie décalée.

## Synopsis
Les Koffin, une mère autoritaire et ses deux fils simples d'esprit, ont pour habitude de massacrer les promeneurs égarés dans les alentours de leur maison perdue dans la campagne. Trois promeneuses vont en faire les frais, mais tout ne va pas se passer comme prévu pour les tortionnaires.

## Fiche technique
- Titre français : Les Chouchous de maman[1]
- Titre anglais original : Mother's Day
- Réalisation : Charles Kaufman
- Producteurs : Michael Herz, Charles Kaufman, Lloyd Kaufman
- Scénaristes : Charles Kaufman, Warren Leight (en)
- Directeur de la photographie : Joseph Mangine
- Production : Duty Productions, Saga Films, Troma Entertainment
- Budget estimé : 150 000 $
- Pays de production :  États-Unis
- Durée : 90 minutes
- Date de sortie : 
  - États-Unis : septembre 1980
    - Film interdit en salle aux moins de 16 ans avec avertissement.
    - Interdit aux moins de 18 ans lors de son apparition à la TV.

  - France : 5 octobre 1983[1]

## Distribution
- Nancy Hendrickson (en) : Abbey
- Deborah Luce : Jackie
- Tiana Pierce : Trina
- Holden McGuire : Ike Koffin (doublage VF : Alain Dorval)
- Billy Ray McQuade : Addley
- Robert Collins (en) : Ernie
- Beatrice Pons (en) (sous le pseudo de Rose Ross): Mme Koffin, la mère (doublage VF : Lita Recio)
- Marsella Davidson : Terry
- Kevin Lowe : Ted
- Robert Carnegie : Tex